# Klanječno
Klanječno is een plaats in de gemeente Desinić in de Kroatische provincie Krapina-Zagorje. De plaats telt 61 inwoners (2001).